# Anthurium amoenum
Anthurium amoenum là một loài thực vật có hoa trong họ Ráy (Araceae). Loài này được Kunth & C.D.Bouché miêu tả khoa học đầu tiên năm 1848.